# Jacek Lipski
Jacek Lipski (ur. 18 sierpnia 1799 w Mokrsku Górnym, zm. 23 kwietnia 1872) – inżynier mechanik, konstruktor hutniczy. Absolwent Akademicznej Szkoły Górniczej w Kielcach, jako stypendysta kontynuował naukę we Freibergu w Saksonii. Syn Antoniego Lipskiego, który był sędzią ziemskim, i Heleny Chomentowskiej. W 1828 roku projektował m.in. walcownie blachy dla Starachowic i Koniecpola, fryszerki dla Suchedniowa, walcownie i popielarnie dla Białogonu.